# Korzeniak szkodliwy
Korzeniak szkodliwy (Pratylenchus penetrans) – gatunek nicienia z rodziny Pratylenchidae.  Uszkadzają dorosłe, larwy oraz nimfy. Szkodnik upraw sadowniczych, ogrodniczych i ozdobnych. Żeruje na korzeniach. Powoduje nekrotyczne plamy, później czernienie. System korzeniowy ulega znacznej redukcji. Jaja składane są do gleby. Do 5 pokoleń w ciągu roku.  Wnikają przez korzenie.